# Hiéroglyphe égyptien C8
Le hiéroglyphe égyptien C8 (Min debout) est classifié dans la section C « Divinités anthropomorphes » de la liste de Gardiner ; il y est noté C8.

## Représentation
Il représente le dieu Min sous sa représentation classique ithyphallique et momiforme, sous forme de fétiche debout sur un socle de statue, portant la couronne amonienne et levant de la main droite le Flagellum-Nekhekh derrière lui. Il est translittéré Mnw.

## Utilisation
| R22 · R12 | C8 |

| R22 · R12 | C8 |